# چیچکلو (اسلام‌شهر)
چیچکلو، روستایی از توابع بخش مرکزی شهرستان اسلامشهر در استان تهران است.

## جمعیت
این روستا در دهستان ده عباس قرار دارد و براساس سرشماری عمومی نفوس و مسکن (۱۳۸۵)، جمعیت آن ۲٬۱۹۶ نفر (۵۷۰خانوار) بوده‌است.

## آثار باستانی
تپه چیچکلو مربوط به دوران‌های تاریخی پس از اسلام است و در شهرستان اسلامشهر، بخش مرکزی، روستای چیچکلو واقع شده و این اثر در تاریخ ۲ بهمن ۱۳۸۲ با شمارهٔ ثبت ۱۰۸۰۲ به‌عنوان یکی از آثار ملی ایران به ثبت رسیده‌است.